# Ténès (mythologie)
Pour l’article homonyme, voir Ténès.
Dans la mythologie grecque, Ténès (en grec ancien Τέννης / Ténnês), est fils Cycnos, fils de Poséidon, parfois considéré comme fils d'Apollon.

## Mythe
Cycnos, son père, épouse Procléia, fille de Laomédon, roi de Troie, ou bien est-ce du fils de ce dernier, Clytios, qui le rend père de Ténès. Philonomé, seconde épouse de son père, l'ayant accusé de tentative de viol, Cycnos enferma Ténès et sa sœur Hémithéa dans un coffre jeté à la mer. Découvrant la vérité, Cycnos tua son épouse. Ténès refusa ses excuses, et devint le roi éponyme de l’île de Ténédos.